# Victoria Hernández
Victoria Hernández (23 tháng 3 năm 1897 - 11 tháng 4 năm 1998) là một doanh nhân âm nhạc người Afro-Puerto Rico. Mặc dù là một nhạc sĩ tài năng, bà đã cống hiến sự nghiệp của mình cho các khía cạnh kinh doanh của ngành công nghiệp âm nhạc. Năm 1927, bà mở cửa hàng âm nhạc Latin đầu tiên tại thành phố New York, một trong mười sáu doanh nghiệp thuộc sở hữu của phụ nữ di cư Puerto Rico. Bà phục vụ như một đại lý để xác định tài năng âm nhạc cho các hãng thu âm và các ban nhạc và tại một thời điểm sở hữu nhãn thu âm của riêng mình. Sau khi theo anh trai đến Mexico City, Hernández trở lại Bronx và thành lập Casa de Música, sau đổi tên thành Casa Hernández. Cửa hàng âm nhạc mà bà thành lập vào năm 1941, hiện được biết đến với cái tên Casa Amadeo, antigua Casa Hernandez có kỷ lục hoạt động liên tục lâu nhất với bất kỳ cửa hàng âm nhạc nào ở thành phố New York.

## Thơ ấu
Victoria Hernández sinh ngày 23 tháng 3 năm 1897 tại Aguadilla, Puerto Rico đến María Hernández Marín và José Miguel Rosa Espinoza. Cha mẹ bà là công nhân thuốc lá Afro-Puerto Rico và cha bà là một tay guitar tài năng. Là con gái lớn nhất trong gia đình, tất cả các anh chị em Rafael (1891 / 92-1965), Jesús "Pocholo" (1899-1982) và Rosa Elvira (1905-?) trở thành nhạc sĩ tài năng. Họ được bà ngoại, người sống cùng gia đình khuyến khích, học nhạc và Victoria trở thành một nghệ sĩ cello, violin và nghệ sĩ piano tài giỏi.
1. ↑  There are discrepancies regarding the names of her parents. Martínez states that her mother was María Hernández Medina (whose mother was Cristiana Medina) and her father was José Miguel Rosa Espinoza.[1] Gates and Brooks-Higginbotham, give the mother of all four children as simply María Hernández, but the father as Miguel Angel Rosa and note that the children used only their mother's surname.[2] The 1910 U.S. Census from Puerto Rico indicates that the mother's name was María Hernández y Marín[3] and this seems to be confirmed by the 1920 U.S. census which shows Criantea Marín, a sixty-five year old widow, as the mother of Maria Hernandez.[4] Hernández, in an interview given in 1981, stated that her mother was María, her father was Gaspar and that the four children were raised by their grandmother Chrisanta.[5]

### Trích dẫn
1. 1 2 3 4 5  Martínez 2016.
2. ↑  Gates, Jr. & Brooks-Higginbotham 2008, tr. 205.
3. ↑  U. S. Census 1910, tr. 10A.
4. ↑  U. S. Census 1920, tr. 2-B.
5. ↑  Salazar 2010, tr. 35.
6. ↑  Martínez 2006, tr. 322.